# Mastro Titta
Giovanni Battista Bugatti, chamado Mastro Titta (Senigallia, 6 de março de 1779 – Roma, 18 de junho de 1869) foi um célebre executor de penas capitais do Estado Pontifício.

## Biografia
Sua carreira no comando das execuções de sentenças de morte durou 68 anos e começou aos 17 anos, em 22 de março de 1796: até 1864, alcançou a cota de 514 (em seu caderno, Bugatti notou 516 nomes de executados, mas dois condenados foram subtraídos da contagem, um porque foi baleado e outro porque foi enforcado e esquartejado pelo seu ajudante), por uma média de 7 sentenças por ano. Ele também operou sob o domínio francês, no qual fez 55 execuções do total.

De fato, suas performances são todas anotadas em uma lista que chega até 17 de agosto de 1864, quando foi substituído por Vincenzo Balducci e o papa Pio IX lhe concedeu a pensão, com uma anuidade mensal de 30 escudos.

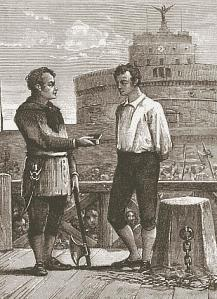
Mastro Titta oferece um porão de tabaco a um condenado antes da execução

Mastro Titta executou sentenças em todo o território papal. Um autor anônimo do século XIX escreveu sua falsa autobiografia, intitulada Mastro Titta, o carrasco de Roma: Memórias de um carrasco escrito por ele mesmo, nas quais ele o faz descrever dessa maneira o início de sua atividade como carrasco ao serviço de Sua Santidade: "…. (omitido), pendurado e esquartejado em Foligno Nicola Gentilucci, um jovem que, atraído de ciúmes, matara primeiro o padre de Cannaiola di Trevi e seu cocheiro, então, forçado a se jogar em mancha gorda dois frades". Este episódio inspirou o romance I topi del Papa, escrito por um descendente de Gentilucci. A autobiografia falsa, escrita e publicada anos após a captura de Roma e a morte de Bugatti, é escrita em uma chave anticlerical e apresenta Mastro Titta como um assassino cínico e frio, a mão impiedosa do governo do papa.
Em Valentano, no arquivo histórico, encontra-se o depoimento de sua primeira execução na cidade de Poggio delle Forche, escrito em primeira pessoa: "Em 28 de março de 1797, malho e esquadrão em Valentano Marco Rossi, que havia matado seu tio e seu primo para se vingar da divisão desigual feita de uma herança comum".
O apelido dado a Bugatti foi posteriormente estendido aos seus sucessores: em algumas terras que faziam parte dos Estados papais, mas em Roma em particular, a frase mestre Titta é sinônimo de carrasco.
Durante longos períodos de inatividade, ele trabalhou como vendedor de guarda-chuva em Roma. O carrasco morava ao lado do Vaticano, na margem direita do Tibre, no distrito de Borgo, no número 2 do Vicolo del Campanile.
Ele era naturalmente desaprovado por seus concidadãos; tanto que foi proibido, por prudência, ir ao centro da cidade, do outro lado do Tibre (de onde o provérbio "Boia nun passa por Ponte", significando "todo mundo fica em seu próprio ambiente"). Mas como em Roma as execuções públicas decretadas pelo papa, especialmente as exemplares, não ocorreram na vila papal, mas no outro lado do Tibre — na Piazza del Popolo ou no Campo de 'Fiori ou na Piazza del Velabro (onde Monicelli definiu a execução do bandido don Bastiano no filme cinematográfico Il marchese del Grillo) — com exceção da proibição, o Bugatti teve que atravessar a Ponte Sant'Angelo para prestar seus serviços. Esse fato deu origem ao outro ditado romano, Mastro Titta atravessa a ponte, o que significa que a execução de uma sentença de morte estava marcada para esse dia.
Em 19 de maio de 1817, George Gordon Byron estava na Piazza del Popolo enquanto três homens condenados (Giovanni Francesco Trani, Felice Rocchi e Felice De Simoni) foram decapitados: o poeta descreveu essa experiência em uma carta dirigida a seu editor John Murray.
O escritor inglês Charles Dickens, durante a viagem que fez à Itália entre julho de 1844 e junho do ano seguinte, enquanto passava por Roma, no sábado, 8 de março de 1845, testemunhou uma execução na via de 'Cerchi, realizada por Bugatti, que comentou em seu livro Letters from Italy.
A capa escarlate que Mastro Titta usava durante as execuções está guardada no Museu da Criminologia, em Roma.

### Pessoas executadas por Mastro Titta
A lista incompleta está contida nas notas escritas por Bugatti, que costumava registrar as execuções realizadas. Alessandro Ademollo foi responsável pela descoberta deste documento, que foi publicado pela primeira vez por Lapi em Città di Castello em 1886.
| Encontro               | Nome                                                                                           | Local     | Crime                                                | Pena                                                                         |
| ---------------------- | ---------------------------------------------------------------------------------------------- | --------- | ---------------------------------------------------- | ---------------------------------------------------------------------------- |
| 22 de março de 1796    | Nicola Gentilucci                                                                              | Foligno   | Assassinato de um padre e dois frades                | Suspensão e esquartejamento                                                  |
| 14 de janeiro de 1797  | Sabatino Caramina                                                                              |           | Assassinato                                          | Suspensão                                                                    |
| 28 de março de 1797    | Marco Rossi                                                                                    | Valentano | Assassinato de tio e primo                           | Macete e esquartejamento                                                     |
| 7 de agosto de 1797    | Giacomo Dell'Ascensione                                                                        | Roma      | Muitos assaltos                                      | Suspensão                                                                    |
| 30 de outubro de 1797  | Pacifico Sentinelli                                                                            | Jesi      | Assassinato de seu carcereiro e sua esposa           | Suspensão                                                                    |
| 18 de janeiro de 1800  | Gregorio Silvestri                                                                             | Roma      | Revolucionário acusado de subversão                  |                                                                              |
| 20 de janeiro de 1800  | Antonio Felici                                                                                 | Roma      |                                                      |                                                                              |
| 20 de janeiro de 1800  | Giovanni Antonio Marinucci                                                                     | Roma      |                                                      |                                                                              |
| 20 de janeiro de 1800  | Antonio Russo                                                                                  | Roma      | Roubo                                                | Suspensão                                                                    |
| 6 de maio de 1800      | Gioacchino Lucarelli, Luigi De Angelis, Lorenzo Robotti, Giovanni Rocchi, Antonio Mauro        | Roma      | Assassinato de um padre e roubo                      | Suspensão e esquartejamento; os dois primeiros corpos também foram queimados |
| Julho de 1800          | Bernardino Bernardi                                                                            | Roma      | Cúmplice do exposto acima                            | Suspensão e esquartejamento                                                  |
| 19 de janeiro de 1801  | Giuseppe Zuccherini, Giuseppe Sfreddi, Giacomo D'Andrea                                        | Roma      | Assassinato, crime organizado e roubo                | Suspensão                                                                    |
| Janeiro 1801           | Luigi Puerio, Ermenegildo Scani, Gaetano Lideri, Leonardo Ferranti                             | Roma      | Assassinatos e crime organizado                      | Suspensão                                                                    |
| Setembro 1806          | Giuseppe Chiappa                                                                               | Macerata  | Assassinato do pai de um jovem por 50 scudi          | Malho e esquartejado                                                         |
| Março ou maio de 1816  | Vincenzo Bellini, Pietro Celestini, Domenico Pascucci, Francesco Formichetti, Michele Galletti | Roma      | Grassazione (Agressão armada com intuito de roubar)  | Suspensão e esquartejamento                                                  |
| Janeiro de 1817        | Saverio Gattafoni                                                                              | Macerata  | Assassinato de sua esposa                            | Decapitação                                                                  |
| 19 de maio de 1817     | Giovanni Francesco Trani, Felice Rocchi, Felice De Simoni                                      | Roma      |                                                      | Decapitação                                                                  |
| 14 de junho de 1821    | Carlo Samuelli                                                                                 | Roma      | Roubo                                                | Decapitação                                                                  |
| 14 de junho de 1821    | Salvatore Torricelli                                                                           | Roma      | Roubo                                                | Decapitação                                                                  |
| 23 de novembro de 1825 | Angelo Targhini e Leonida Montanari                                                            | Roma      | Tentativa de assassinato e conspiração contra o Papa | Decapitação                                                                  |
| 7 de maio de 1833      | Luigi Gambaccini d'Arcevia                                                                     | Ancona    | Roubo                                                | Decapitação                                                                  |
| 19 de agosto de 1834   | Michele Bianchi                                                                                | Osimo     | Feminicídio                                          | Decapitação                                                                  |
| 29 de outubro de 1859  | Vincenzo Giovanni Battista Vendetta, chamado Cencio                                            | Velletri  | Roubo Imagem sagrada e outros crimes                 | Decapitação                                                                  |

## Mestre Titta na literatura

### A falsa autobiografia
Em 1891 foi publicado Mastro Titta, o carrasco de Roma: memórias de um carrasco escrito por ele mesmo, uma falsa autobiografia de Mastro Titta que leva sua sugestão do caderno de anotações realmente mantidas pelo carrasco.

### Soneto de Belli

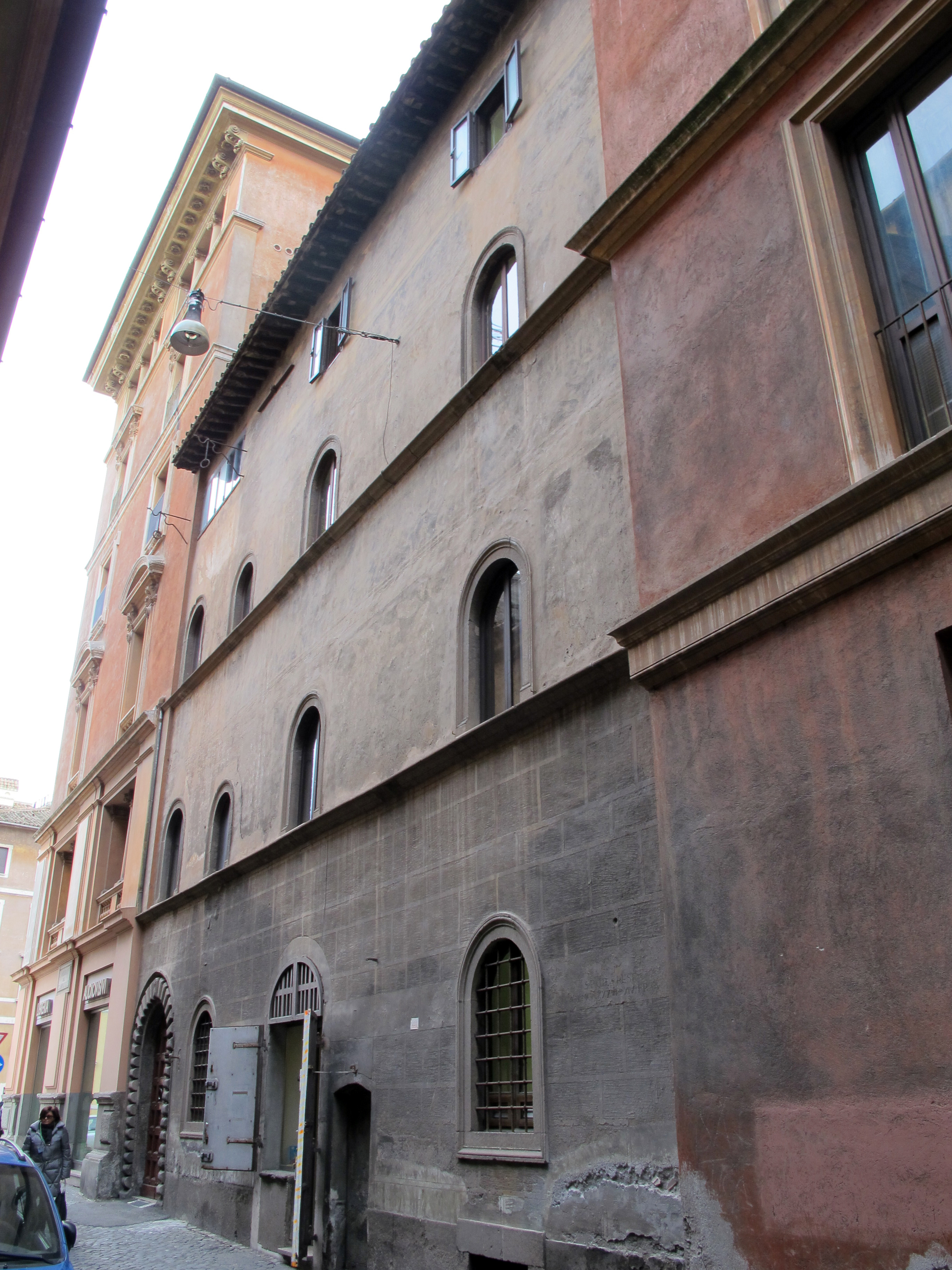
Casa de Mastro Titta em Roma

Giuseppe Gioachino Belli dedicou vários sonetos a Mastro Titta e à figura do carrasco. O mostrado aqui é não. 68, composta em 1830. O enforcamento contado é o de Antonio Camardella, culpado pela morte do cânone e parceiro de negócios Donato Morgigni; enforcamento realizado em 1749, bem antes do nascimento de Bugatti. O carrasco, no entanto, também é chamado Mastro Titta, tanta era a fama que já na época de Belli, Bugatti, que havia acabado de chegar ao meio de sua carreira de mais de sessenta anos, gozava nos Estados papais.
Um pai, tropeçado em seu filho pequeno no enforcamento público da Camardella, se ajusta a uma tradição romana antiga, mostrando a seu filho a cerimônia lúgubre para fins "educativos", mas ao mesmo tempo batendo nele com um tapa alto, para que ele se lembre para sempre que ninguém pode acreditar em si mesmo melhor do que qualquer criminoso e que, se você não for direto, até os melhores serão destinados para o mesmo fim.
 A memória 
No dia em que enforcaram a Camardella, eu acabara de me confirmar. 
 Parece-me agora que o padrinho do mercado 
 me comprou um "saltapicchio" e uma rosquinha.
Meu pai então pegou o carrinho de bebê, 
 mas primeiro ele queria "curtir" o enforcado: 
 e ele me manteve no alto, dizendo: «Veja a forca, como é bonito!».
De repente, o "paciente", Mastro Titta, chutou sua bunda, e papai 
 me deu um tapa na bochecha com a direita.
"Aqui!", Disse ele, "e lembre-se: 
 que esse mesmo fim já está escrito 
 para milhares de pessoas que são melhores que você."
Belli também dedicou sonetos a Mastro Titta e ao tema da pena capital executada na praça:
- A justiça do povo, 8 de dezembro de 1834
- Er dilettante de Ponte, de 29 de agosto de 1835

### Rugantino
Uma representação memorável de Mastro Titta também está na comédia musical Rugantino (1962), de Garinei e Giovannini, na qual a figura do carrasco é substituída pela de um vinicultor de boa índole e paterna, relutante em conhecer seu antigo amigo. Nas duas primeiras etapas, o papel foi desempenhado por Aldo Fabrizi.
Paolo Stoppa interpreta Mastro Titta no filme de mesmo nome de 1973, dirigido por Pasquale Festa Campanile, com Adriano Celentano e Claudia Mori.

### No ano do Senhor
Mastro Titta também aparece no filme No ano do Senhor, de Luigi Magni, na cena final em que corta o pescoço dos dois carbonários Targhini e Montanari, sendo definido por este como "o homem mais moderno de Roma".

### Tradições populares
Na tradição popular romana, é famosa a lenda de que Mastro Titta, agora fantasma, às vezes caminha às primeiras luzes da madrugada, envolto no manto vermelho que usou quando era vivo, nos locais das execuções, perto da igreja de Santa Maria in Cosmedin, na Piazza del Popolo e na Piazza di Ponte Sant'Angelo; diz-se também que às vezes oferece uma pitada de tabaco a quem encontra, como fazia com os condenados.